# ISO 3166-2:MC
ISO 3166-2:MC — стандарт Международной организации по стандартизации, который определяет геокоды. Является подмножеством стандарта ISO 3166-2, относящимся к Монако. Стандарт охватывает 10 районов и 7 административно территориальных единиц с правами районов Монако. Каждый геокод состоит из двух частей: кода Alpha2 по стандарту ISO 3166-1, для Монако — MC и дополнительного кода, записанных через дефис. Дополнительный код образован двухсимвольным числом. Геокоды общин являются подмножеством кодов домена верхнего уровня — MC, присвоенного Монако в соответствии со стандартами ISO 3166-1.

## Геокоды Монако
Геокоды 10 районов и 7 административно территориальных единиц административно-территориального деления Монако
| Геокод | Административная единица | Статус |
| ------ | ------------------------ | ------ |
| MC-CO  | Ла Кондамин              | район  |
| MC-FO  | Фонвьей                  | район  |
| MC-JE  | Jardin Exotique          | район  |
| MC-CL  | Ла Колль                 | район  |
| MC-GA  | La Gare                  | район  |
| MC-SO  | La Source                | район  |
| MC-LA  | Ларвотто                 | район  |
| MC-MA  | Malbousquet              | район  |
| MC-MO  | Монако-Вилле             | район  |
| MC-MG  | Монегетти                | район  |
| MC-MC  | Монте Карло              | район  |
| MC-MU  | Moulins                  | район  |
| MC-PH  | Порт Геркулес            | район  |
| MC-SR  | Сен-Роман                | район  |
| MC-SD  | Sainte-Dévote            | район  |
| MC-SP  | Spélugues                | район  |
| MC-VR  | Vallon de la Rousse      | район  |

## Геокоды пограничных Монако государств
- Франция — ISO 3166-2:FR (на севере).